# لیک شروود (کالیفرنیا)
لیک شروود (به انگلیسی: Lake Sherwood) یک منطقهٔ مسکونی در ایالات متحده آمریکا است که در شهرستان ونتورا، کالیفرنیا واقع شده‌است. لیک شروود ۸٫۶۰۷ کیلومتر مربع مساحت و ۱٬۵۲۷ نفر جمعیت دارد و ۳۶۳٫۹۴ متر بالاتر از سطح دریا واقع شده‌است.